# Detroit Pistons 1988-1989
La stagione 1988-89 dei Detroit Pistons fu la 40ª nella NBA per la franchigia.
I Detroit Pistons vinsero la Central Division della Eastern Conference con un record di 63-19. Nei play-off vinsero il primo turno con i Boston Celtics (3-0), la semifinale di conference con i Milwaukee Bucks (4-0), la finale di conference con i Chicago Bulls (4-2), vincendo poi il titolo battendo nella finale NBA i Los Angeles Lakers (4-0).
I Pistons 1988-1989 sono stati inseriti nel 1996 tra le 10 migliori squadre della storia NBA.

## Classifica
| Squadra             | V  | P  | %    | GB |
| ------------------- | -- | -- | ---- | -- |
| Detroit Pistons C   | 63 | 19 | 76,8 | -  |
| Cleveland Cavaliers | 57 | 25 | 69,5 | 6  |
| Atlanta Hawks       | 52 | 30 | 63,4 | 11 |
| Milwaukee Bucks     | 49 | 33 | 59,8 | 14 |
| Chicago Bulls       | 47 | 35 | 57,3 | 16 |
| Indiana Pacers      | 28 | 54 | 34,1 | 35 |

## Roster
| \| Pos. \| Num. \| Naz. \| Nome \| Altezza \| Peso \| Data nascita \| Provenienza \| \| ---- \| ---- \| ---- \| ----------------- \| ------- \| ------ \| ------------ \| --------------------------- \| \| AP \| 23 \| \| Aguirre, Mark \| 198 cm \| 105 kg \| 10-12-1959 \| DePaul \| \| AP \| 34 \| \| Dembo, Fennis \| 196 cm \| 98 kg \| 24-01-1966 \| Wyoming \| \| G \| 4 \| \| Dumars, Joe \| 191 cm \| 86 kg \| 24-05-1963 \| McNeese State \| \| C \| 53 \| \| Edwards, James \| 216 cm \| 102 kg \| 22-11-1955 \| Washington \| \| G \| 15 \| \| Johnson, Vinnie \| 188 cm \| 91 kg \| 01-09-1956 \| Baylor \| \| C \| 40 \| \| Laimbeer, Bill \| 211 cm \| 111 kg \| 19-05-1957 \| Notre Dame \| \| G \| 25 \| \| Long, John \| 196 cm \| 88 kg \| 28-08-1956 \| Mercy \| \| AG \| 44 \| \| Mahorn, Rick \| 208 cm \| 109 kg \| 21-09-1958 \| Hampton \| \| AP \| 10 \| \| Rodman, Dennis \| 203 cm \| 95 kg \| 13-05-1961 \| Southeastern Oklahoma State \| \| AG/C \| 22 \| \| Salley, John \| 211 cm \| 104 kg \| 16-05-1964 \| Georgia Tech \| \| P \| 11 \| \| Thomas, Isiah (C) \| 185 cm \| 82 kg \| 30-04-1961 \| Indiana \| \| P \| 24 \| \| Williams, Micheal \| 188 cm \| 79 kg \| 23-07-1966 \| Baylor \| | Allenatore - Chuck Daly Assistente/i - Brendan Malone - Brendan Suhr Legenda - (C) Capitano - (FA) Free agent - (S) Sospeso - (TW) Contratto Two-way - (GL) Assegnato a squadra G League affiliata - Infortunato Roster • Transazioni · Ultima transazione: 27 giugno 1989 |                        |                   |         |        |              |                             |
| Pos. | Num. | Naz.                   | Nome              | Altezza | Peso   | Data nascita | Provenienza                 |
| AP | 23 | Stati Uniti (bandiera) | Aguirre, Mark     | 198 cm  | 105 kg | 10-12-1959   | DePaul                      |
| AP | 34 | Stati Uniti (bandiera) | Dembo, Fennis     | 196 cm  | 98 kg  | 24-01-1966   | Wyoming                     |
| G | 4 | Stati Uniti (bandiera) | Dumars, Joe       | 191 cm  | 86 kg  | 24-05-1963   | McNeese State               |
| C | 53 | Stati Uniti (bandiera) | Edwards, James    | 216 cm  | 102 kg | 22-11-1955   | Washington                  |
| G | 15 | Stati Uniti (bandiera) | Johnson, Vinnie   | 188 cm  | 91 kg  | 01-09-1956   | Baylor                      |
| C | 40 | Stati Uniti (bandiera) | Laimbeer, Bill    | 211 cm  | 111 kg | 19-05-1957   | Notre Dame                  |
| G | 25 | Stati Uniti (bandiera) | Long, John        | 196 cm  | 88 kg  | 28-08-1956   | Mercy                       |
| AG | 44 | Stati Uniti (bandiera) | Mahorn, Rick      | 208 cm  | 109 kg | 21-09-1958   | Hampton                     |
| AP | 10 | Stati Uniti (bandiera) | Rodman, Dennis    | 203 cm  | 95 kg  | 13-05-1961   | Southeastern Oklahoma State |
| AG/C | 22 | Stati Uniti (bandiera) | Salley, John      | 211 cm  | 104 kg | 16-05-1964   | Georgia Tech                |
| P | 11 | Stati Uniti (bandiera) | Thomas, Isiah (C) | 185 cm  | 82 kg  | 30-04-1961   | Indiana                     |
| P | 24 | Stati Uniti (bandiera) | Williams, Micheal | 188 cm  | 79 kg  | 23-07-1966   | Baylor                      |

## Risultati

### Regular season
|  | Denota le partite vinte |
|  | Denota le partite perse |

### Play-off
|  | Denota le partite vinte |
|  | Denota le partite perse |

| Campione NBA 1989         |
| ------------------------- |
| Detroit Pistons 1º titolo |

## MVP delle Finali
- #4 Joe Dumars, Detroit Pistons.

## Hall of famer

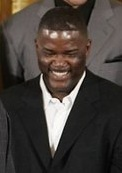
1. 4 Joe Dumars, Detroit Pistons.

| NBA Finals | Atleta        | Squadra         | Anno |            |
| ---------- | ------------- | --------------- | ---- | ---------- |
| Giocatore  | Isiah Thomas  | Detroit Pistons | 2000 | Giocatore  |
| Giocatore  | Joe Dumars    | Detroit Pistons | 2006 | Giocatore  |
| Giocatore  | Dennis Rodman | Detroit Pistons | 2011 | Giocatore  |
| Allenatore | Chuck Daly    | Detroit Pistons | 1994 | Allenatore |